# Alternaria smyrnii
Alternaria smyrnii är en svampart som först beskrevs av P. Crouan & H. Crouan, och fick sitt nu gällande namn av E.G. Simmons 1995. Alternaria smyrnii ingår i släktet Alternaria och familjen Pleosporaceae.   Inga underarter finns listade i Catalogue of Life.